# Dark on Fire
Dark On Fire è il quarto album discografico dei Turin Brakes; è stato pubblicato nel 2007. Vede la presenza di influenze pop in numerose tracce.

## Tracce
1. Last Chance – 4:36
2. Ghost – 3:27
3. Something in My Eye – 4:32
4. Stalker – 3:49
5. Other Side – 5:05
6. Dark On Fire – 4:43
7. Real Life – 2:53
8. For the Fire – 4:13
9. Timewaster – 2:56
10. Bye Pod – 4:58
11. Here Comes the Moon – 2:57
12. New Star – 4:15

Something Out Of Nothing EP
- Nella special edition, oltre a queste dodici tracce vi è un secondo disco contenente il Something Out of Nothing EP

1. Loopa – 4:27
2. Invisible Boy – 4:01
3. Brave New World – 3:27
4. Capsule – 4:04
5. Eveready – 2:53